# Hans Grießmair
Hans Grießmair (* 11. November 1938 in Kiens; † 27. Mai 2022 in Brixen) war ein Südtiroler Volkskundler.

## Biographie
Grießmair absolvierte das Gymnasium des Klosters Neustift und studierte anschließend Volkskunde an der Universität Innsbruck. Mit der Dissertation Die bäuerlichen Dienstboten im Pustertal wurde er 1967 bei Karl Ilg promoviert. Anschließend kehrte er nach Südtirol zurück, wo er 1974 als Beamter in den Landesdienst eintrat. Als solcher wurde er mit der Einrichtung des Südtiroler Landesmuseums für Volkskunde in Dietenheim bei Bruneck beauftragt, das er viele Jahre als Direktor leitete. Auch am Aufbau des Südtiroler Weinmuseums und des Südtiroler Landesmuseums für Jagd und Fischerei war er maßgeblich beteiligt. Daneben fungierte er ab 1972 drei Jahrzehnte lang als Schriftleiter der Monatszeitschrift für Südtiroler Landeskunde Der Schlern. Diese widmete ihm zu seinem 60. Geburtstag das Doppelheft 11/12 des Jahrgangs 72 (1998).

## Auszeichnungen
- 1983 Ehrenzeichen des Landes Tirol
- 1990 Michael-Haberlandt-Medaille
- 1998 Ehrenzeichen der Universität Innsbruck
- 2002 Walther-von-der-Vogelweide-Preis
- 2013 Ehrenring der Stadt Brixen